# Rodrigo Lobo da Silveira, 3.º Barão do Alvito
Rodrigo Lobo da Silveira (c. 1490 - Alcácer-Quibir, 1578) foi um nobre português, terceiro barão do Alvito. O Participou na Batalha de Alcácer Quibir, foi morto em combate..
Seu filho João e seu varão morreu na mesma contenda.